# Gerazym (patriarcha Jerozolimy)
Gerazym (ur. 1839, zm. w lutym 1897) – patriarcha prawosławny.

## Życiorys
W latach 1885–1891 piastował funkcję patriarchy Antiochii. Następnie, w latach 1891–1897 był patriarchą Jerozolimy.
Zmarł w 1897 r.